# Martagny
Martagny est une commune française située dans le département de l'Eure, en région Normandie.

## Géographie

### Communes limitrophes
| Bézu-la-Forêt | Montroty (Seine-Maritime), Neuf-Marché (Seine-Maritime) | Neuf-Marché (Seine-Maritime) |
| Bézu-la-Forêt | Martagny                                                | Mesnil-sous-Vienne           |
| Bézu-la-Forêt | Mesnil-sous-Vienne                                      | Mesnil-sous-Vienne           |

### Hydrographie
La commune est située dans le bassin Seine-Normandie. Elle est drainée par la Levrière, le cours d'eau 01 de la commune de Martagny et la Lévrière,,.
La Levrière, d'une longueur de 24 km, prend sa source dans la commune de Bézu-la-Forêt et se jette  dans l'Epte à Neaufles-Saint-Martin, après avoir traversé huit communes.

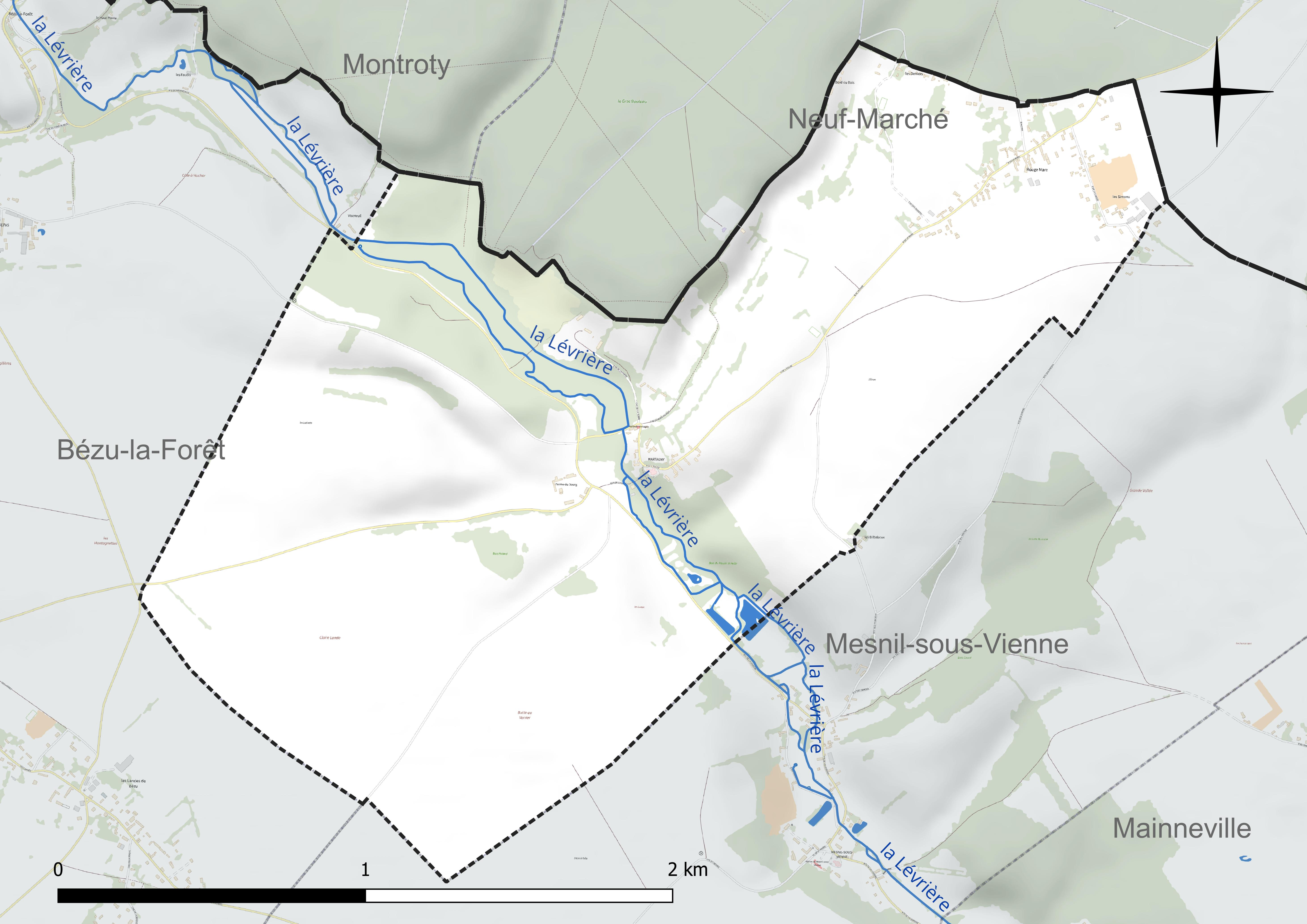
Réseau hydrographique de Martagny.

### Climat
Pour des articles plus généraux, voir Climat de la Normandie et Climat de l'Eure.
En 2010, le climat de la commune est de type climat océanique dégradé des plaines du Centre et du Nord, selon une étude du CNRS s'appuyant sur une série de données couvrant la période 1971-2000. En 2020, Météo-France publie une typologie des climats de la France métropolitaine dans laquelle la commune est exposée à un climat océanique et est dans la région climatique  Côtes de la Manche orientale, caractérisée par un faible ensoleillement (1 550 h/an) ; forte humidité de l’air (plus de 20 h/jour avec humidité relative > 80 % en hiver), vents forts fréquents. Parallèlement le GIEC normand, un groupe régional d’experts sur le climat, différencie quant à lui, dans une étude de 2020, trois grands types de climats pour la région Normandie, nuancés à une échelle plus fine par les facteurs géographiques locaux. La commune est, selon ce zonage, exposée à un « climat des plateaux abrités », correspondant aux plaines agricoles de l’Eure, avec une pluviométrie beaucoup plus faible que dans la plaine de Caen en raison du double effet d’abri provoqué par les collines du Bocage normand et par celles qui s’étendent sur un axe du Pays d'Auge au Perche.
Pour la période 1971-2000, la température annuelle moyenne est de 10,4 °C, avec  une amplitude thermique annuelle de 14,1 °C. Le cumul annuel moyen de précipitations est de 773 mm, avec 12,3 jours de précipitations en janvier et 8,2 jours en juillet. Pour la période 1991-2020, la température moyenne annuelle observée sur la station météorologique la plus proche, située sur la commune d'Étrépagny à 11 km à vol d'oiseau, est de 11,3 °C et le cumul annuel moyen de précipitations est de 774,0 mm,. Pour l'avenir, les paramètres climatiques de la commune estimés pour 2050 selon différents scénarios d’émission de gaz à effet de serre sont consultables sur un site dédié publié par Météo-France en novembre 2022.

## Urbanisme

### Typologie
Au 1er janvier 2024, Martagny est catégorisée commune rurale à habitat dispersé, selon la nouvelle grille communale de densité à 7 niveaux définie par l'Insee en 2022.
Elle est située hors unité urbaine. Par ailleurs la commune fait partie de l'aire d'attraction de Paris, dont elle est une commune de la couronne,. 

### Occupation des sols
L'occupation des sols de la commune, telle qu'elle ressort de la base de données européenne d’occupation biophysique des sols Corine Land Cover (CLC), est marquée par l'importance des territoires agricoles (93,9 % en 2018), une proportion identique à celle de 1990 (93,9 %). La répartition détaillée en 2018 est la suivante : 
terres arables (59,7 %), prairies (28,7 %), forêts (6,1 %), zones agricoles hétérogènes (5,5 %). L'évolution de l’occupation des sols de la commune et de ses infrastructures peut être observée sur les différentes représentations cartographiques du territoire : la carte de Cassini (XVIIIe siècle), la carte d'état-major (1820-1866) et les cartes ou photos aériennes de l'IGN pour la période actuelle (1950 à aujourd'hui).

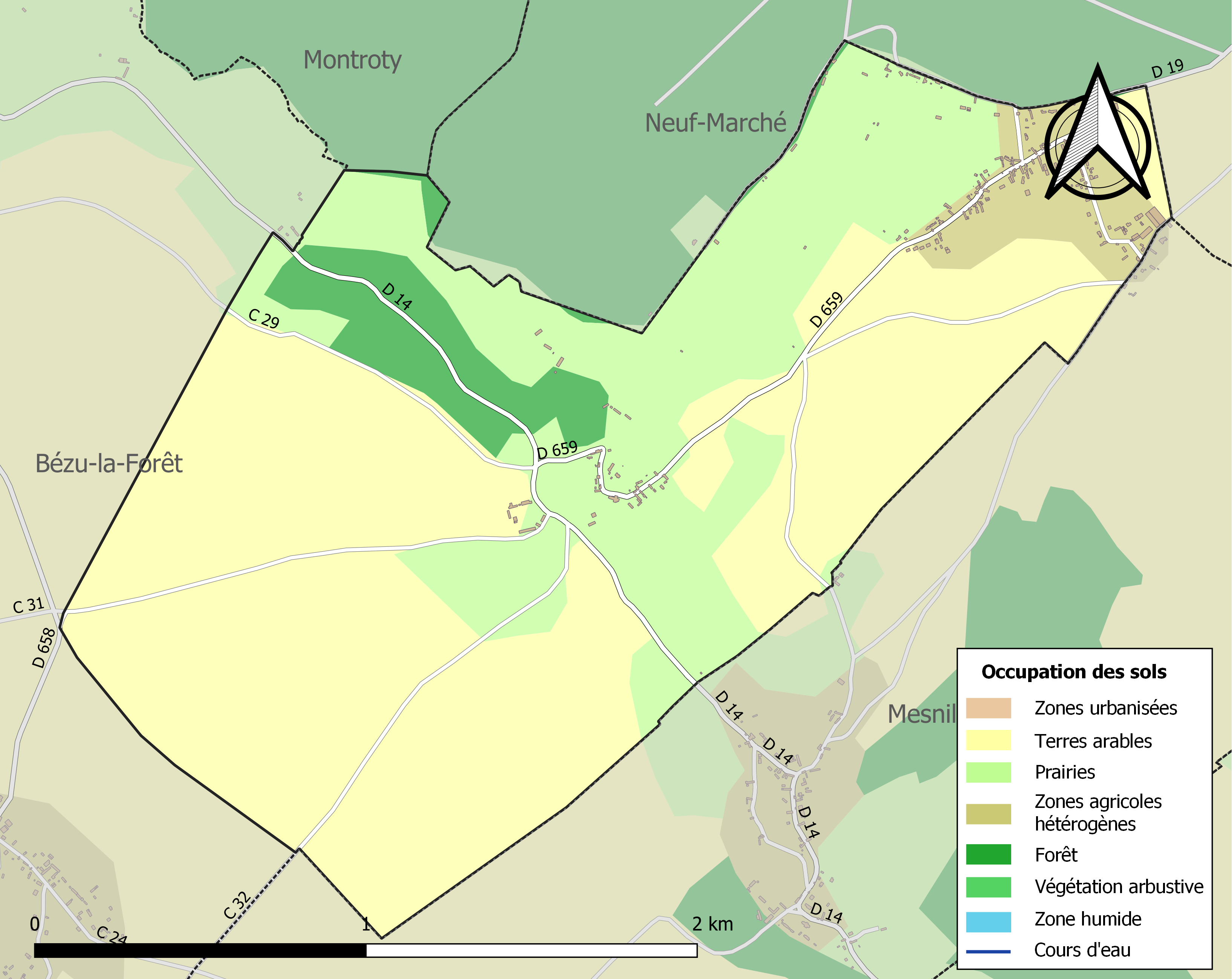
Carte des infrastructures et de l'occupation des sols de la commune en 2018 (CLC).

### Morphologie urbaine
Les maisons du village s'alignent le long d’une grande rue. Chacune possède une seule grande parcelle attenante, souvent perpendiculaire à la rue.
La commune est divisée en quartiers : la Vieille Verrerie (près de la Levrière), le Bord du Bois, le Gros Bouleau et les Deniers (le long de la forêt de Lyons), le grand hameau de la Rouge Mare, les Simons entre les Flamants et Mesnil-sous-Vienne...

## Toponymie
Le nom de la localité est attesté sous les formes Martiniacum en 1146 (charte de Guillaume de Roumare), Martenny en 1215 (Charpillon), Martagniacum en 1306, Marteigny en 1257 (reg. visit.), 
Martagniacum en 1306 (charte de Robert le Veneur), Martegni en 1458 (aveu, arch. nat.), Martagny en Lions en 1643 (acte de partage), Martagni ou Martigni-en-Lions en 1828 (L. Dubois).

## Histoire
Le village serait né des déforestations successives.
Le pays de Lyons était essentiellement forestier avant la sédentarisation néolithique et, avec l'usage du brûlis introduit vers 8 000 ans avant notre ère, commença la grande déforestation qui ne cessa pratiquement pas.
La venue des Celtes puis l'essartage par les ermites et les moines agronomes, souvent de tradition colombanienne vers le VIIe siècle, ont contribué à la naissance d'exploitations paysannes. Ces petites maisons (mansioniles en latin), logements de laboureurs situés au milieu d'un champ, seraient nées de ces défrichements.
Les Gaulois ont possédé ces territoires pendant cinq siècles.

## Politique et administration

### Rattachements administratifs et électoraux
La commune se trouve dans l'arrondissement des Andelys du département de l'Eure (département). Pour l'élection des députés, elle fait partie depuis 1988 de la cinquième circonscription de l'Eure.
Elle faisait partie depuis 1802 du canton de Gisors. Dans le cadre du redécoupage cantonal de 2014 en France, la commune intègre le canton de Romilly-sur-Andelle

### Intercommunalité
La commune était membre depuis 2005 de la communauté de communes du Bray-Normand.
La loi portant nouvelle organisation territoriale de la République (Loi NOTRe) du 7 août 2015, prévoyant que les établissements publics de coopération intercommunale (EPCI) à fiscalité propre doivent avoir un minimum de 15 000 habitants, le projet de schéma départemental de coopération intercommunale présenté par le préfet de Seine-Maritime le 2 octobre 2015 prévoit la fusion des « communautés de communes du canton de Forges-les-Eaux (10 991 habitants), des Monts et de l’Andelle (5 814 habitants) et de Bray Normand (13 175 habitants) »,,.
Cette fusion intervient le 1er janvier 2017, créant la communauté de communes des 4 rivières dont dépend Martagny en 2017.
Cette situation ne convenant pas à la commune, celle-ci obtient son rattachement, le 1er janvier 2018, à la communauté de communes du Vexin Normand, dont elle est désormais membre.

### Liste des maires
| Période                                  | Période                      | Identité           | Étiquette | Qualité                                    |
| ---------------------------------------- | ---------------------------- | ------------------ | --------- | ------------------------------------------ |
| Les données manquantes sont à compléter. |                              |                    |           |                                            |
| 1842                                     |                              | Antoine Boullanger |           |                                            |
| Les données manquantes sont à compléter. |                              |                    |           |                                            |
| 1995                                     | 2001                         | James Leroy        |           | Agent de maîtrise                          |
| mars 2001                                | 2008                         | Jean-Pierre Dacber |           |                                            |
| mars 2008                                | En cours (au 4 octobre 2015) | Laurent Lainé      | SE        | Agriculteur Réélu pour le mandat 2014-2020 |

## Équipements et services publics

### Espaces publics
La commune s'est dotée en octobre 2015 d'une nouvelle mairie et sa salle communale, aménagées dans l'ancien moulin, acquis en 2012 auprès de la famille du Douet de Graville. Cette famille, dont le comte fut maire du village, a marqué l’histoire de la commune. Ce déplacement a permis d'éviter les risques liés à un virage dangereux devant l'ancienne mairie, et aux lourds travaux nécessaires dans l'ancienne salle communale, implantée dans une salle de classe désaffectée.

### Enseignement
Les enfants de la commune sont scolarisés par un regroupement pédagogique intercommunal administré par le SIVOS des deux vallées, créé en 1984 par Ernemont-la-Villette, Martagny, Neuf-Marché et Saint-Pierre-es-Champs, auxquelles s'est rajouté en 1996 Bouchevilliers. Les écoles sont implantées à Neuf marché et Saint-Pierre-ès-Champs.

## Population et société

### Démographie
L'évolution du nombre d'habitants est connue à travers les recensements de la population effectués dans la commune depuis 1793. Pour les communes de moins de 10 000 habitants, une enquête de recensement portant sur toute la population est réalisée tous les cinq ans, les populations de référence des années intermédiaires étant quant à elles estimées par interpolation ou extrapolation. Pour la commune, le premier recensement exhaustif entrant dans le cadre du nouveau dispositif a été réalisé en 2006.

En 2022, la commune comptait 136 habitants, en évolution de −10,53 % par rapport à 2016 (Eure : −0,25 %, France hors Mayotte : +2,11 %).
| 1793 | 1800 | 1806 | 1821 | 1831 | 1836 | 1841 | 1846 | 1851 |
| ---- | ---- | ---- | ---- | ---- | ---- | ---- | ---- | ---- |
| 348  | 333  | 409  | 409  | 416  | 429  | 449  | 450  | 425  |

| 1856 | 1861 | 1866 | 1872 | 1876 | 1881 | 1886 | 1891 | 1896 |
| ---- | ---- | ---- | ---- | ---- | ---- | ---- | ---- | ---- |
| 386  | 393  | 372  | 311  | 295  | 254  | 278  | 253  | 251  |

| 1901 | 1906 | 1911 | 1921 | 1926 | 1931 | 1936 | 1946 | 1954 |
| ---- | ---- | ---- | ---- | ---- | ---- | ---- | ---- | ---- |
| 215  | 204  | 189  | 154  | 260  | 176  | 172  | 174  | 150  |

| 1962 | 1968 | 1975 | 1982 | 1990 | 1999 | 2006 | 2011 | 2016 |
| ---- | ---- | ---- | ---- | ---- | ---- | ---- | ---- | ---- |
| 131  | 102  | 94   | 89   | 94   | 120  | 136  | 138  | 152  |

| 2021 | 2022 | - | - | - | - | - | - | - |
| ---- | ---- | - | - | - | - | - | - | - |
| 141  | 136  | - | - | - | - | - | - | - |

### Manifestations culturelles et festivités
- Festival photographique

## Culture locale et patrimoine

### Lieux et monuments
- L'église Saint-Vincent des XVIe et XVIIIe siècles au plan en croix latine et au clocher datant de 1780[31] possède une voûte en bois.
- Il y avait autrefois une verrerie dont il ne reste rien sinon deux creusets et le lieu-dit sur lequel est implanté le « château de Martagny » reconstruit au début du XVIIIe siècle.
Cette verrerie faisait partie des verreries de la forêt de Lyons qui étaient fort réputées dès le XIIIe siècle.
Un pigeonnier-porche se situe à l'entrée de l'ancienne verrerie.
- Il y avait un moulin à huile dont il ne reste que le lieu-dit et un moulin à grains de la fin du XVIIIe siècle[32] sur les bords de la Levrière.
- Le monument de la Rouge Mare commémoratif du combat de la Rougemare et des Flamants aussi désigné fusillade de Martagny-Neufmarché se trouve dans les bois, sur la route des Flamants vers Neuf-Marché.
- Entre la Rouge Mare et Martagny, le calvaire « La Vallée » domine la plaine.
- Il y avait un puits communal encore en activité en 1960, situé au cœur de la Rouge Mare. Un autre plus archaïque se trouvait sur le chemin des Deniers. On peut encore voir des traces de ces deux puits grâce à une plaque pour le premier et aux vestiges de l'autre.
- Un château d'eau se trouvait aux Flamants. Il a été démoli en septembre 2009.

### Patrimoine naturel
ZNIEFF de type 2
- La haute vallée de la Lévrière[33].

## Personnalités liées à la commune
- Jean Cottin ou Cotin (né à Martagny) : Sans doute entraîné par Laurent de Normandie, il fut un adepte de la doctrine calviniste qu'il étudia à Genève d'où il fut renvoyé avec fracas en 1556. Cottin, homme « astorge et impitueux » fit, à Paris, la connaissance du père d'Agrippa d'Aubigné qui le ramena à son fils de 4 ans en tant que précepteur en lettres latines, grecques et hébraïques.
- Octavie Delacour (1858-1937), croix de guerre 1914-1918[34] : Le 16 septembre 1914, le hasard, sa perspicacité, son sang-froid et sa ténacité permirent de déjouer les plans d'un commando allemand qui visait à détruire les ponts d'Oissel.
Euphrasie Octavie Gosse naît à Nesle-Hodeng, dans le département de Seine-Inférieure, le 28 février 1858[35], de Jean-Baptiste, 57 ans domestique puis charpentier, et Marie Delavoix, 46 ans ménagère, mariés le 17 juillet 1832 à Bouelles[36]. Son père meurt le 16 juillet 1874[37] alors qu'elle a 16 ans et sa mère le 19 novembre 1884[38] elle à 26 ans. En 1914, veuve d'un bûcheron, elle est nourrice à l'Assistance Publique. Après la guerre, elle reçoit une lettre de félicitation puis on lui attribue un bureau de tabac en remerciement des services rendus en 1914 lors du combat de la Rougemare et des Flamants[39]. Elle meurt dans sa demeure du Bord du Bois à Martagny le 20 mars 1937 à 79 ans[34],[40].